# Stéphane Borbiconi
Stéphane Borbiconi (Villerupt, 22 marzo 1979) è un ex calciatore francese, di ruolo difensore.